# روجر هايم
روجر هايم (بالفرنسية: Roger Heim) هو أخصائي فطريات فرنسي، ولد في 12 فبراير 1900 في الدائرة السادسة عشرة في باريس في فرنسا، وتوفي في 20 أكتوبر 1979 في الدائرة الثالثة عشرة في باريس في فرنسا.